# Stanislav Grigorjevič Blizňuk
Stanislav Grigorjevič Blizňuk (rusky Станислав Григорьевич Близнюк 18. listopadu 1934, Leningrad — 14. října 2008) byl sovětský zkušební pilot, Hrdina Sovětského svazu.
V roce 1975 jako druhý pilot dosáhl s letadlem Il-76 rychlostního rekordu (v pořadí 21. na světě).